# وداعا كوكب الأرض
وداعًا كوكب الأرض (بالكورية: 종말의 바보) هو مسلسل كوري جنوبي، من بطولة يو آه إن، اهن اون جين، جيون سونغ وو وكيم يون هاي. صدر على منصة نتفليكس في 26 ابريل 2024.

## القصة
تدور احداث القصة في عالم من الفوضى قبل نهاية العالم المتوقعة، متبقي 200 يوم فقط على النهاية، في خضم اندفاع كويكب نحو الأرض دون وجود وسيلة لإيقافه، تحارب معلمة صلبة الإرادة للحفاظ على سلامة طلابها السابقين مهما كان الثمن.

## روابط خارجية
- وداعا كوكب الأرض على موقع IMDb (الإنجليزية)
- وداعا كوكب الأرض على موقع روتن توميتوز (الإنجليزية)
- وداعا كوكب الأرض على موقع نتفليكس (الإنجليزية)
- وداعا كوكب الأرض على موقع فيلمافينيتي (الإسبانية)
- وداعا كوكب الأرض على موقع ألو سيني (الفرنسية)
- وداعا كوكب الأرض على موقع قاعدة بيانات الفيلم (الإنجليزية)

لا توجد روابط لمواقع التواصل الاجتماعي.